# ラムカムヘン通り
ラムカムヘン通り(ラムカムヘンどおり、泰: ถนนรามคำแหง, 英: Ramkhamhaeng Road)は、タイのバンコクにある道路。
ソイ・プラカノン (スクンビット通りのソイ71) がニューペッブリー通りと交差後にラムカムヘン通りとなる。通り沿いにはザ・モールやメジャー・シネプレックスなどの商業施設があり、バスの路線も多い。
名称はスコータイ王朝3代目の王ラームカムヘーンにちなんでいる。

## 接続する主な道路
- ソイ・プラカノン
- ニューペッブリー通り
- ラーマ9世通り
- シーナカリン通り

## 周辺にある施設
- ラムカムヘン駅 (エアポート・レール・リンク)
- RAM100タイボクシングスタジアム
- ザ・モール
- メジャー・シネプレックス